# Pierre-Marie Gendreau
Pour les articles homonymes, voir Gendreau.
Pierre-Marie Gendreau, né au Poiré-sur-Vie (Vendée) le 26 novembre 1850, dans le lieu-dit de la Micherie et mort le 6 février 1935 à Hanoï, est un missionnaire français qui fut vicaire apostolique du Tonkin occidental.

## Biographie
Pierre-Jean-Marie Gendreau est le fils de cultivateurs, Jean Gendreau et son épouse, née Jeanne Perrocheau.
La famille s'installe dans le bourg d'Aizenay en 1854.
Il fait son petit séminaire aux Sables-d'Olonne, puis son grand séminaire à Luçon.
En 1871, il entre aux Missions étrangères de Paris, rue du Bac à Paris.
Ordonné prêtre le 7 juin 1873, il part au mois de septembre suivant pour le Tonkin occidental.
Il est nommé le 26 avril 1887 évêque in partibus de Chrysopolis-en-Arabie (de) et coadjuteur de Paul-François Puginier, vicaire apostolique du Tonkin occidental. Il est consacré le 16 octobre dans la cathédrale de Ké-So par Paul-François Puginier avec comme co-consécrateurs Wenceslao Oñate (es) et Louis-Marie Pineau.
En 1892, il devient vicaire apostolique du Tonkin occidental, jusqu'à sa mort en 1935. Il siège à la cathédrale Saint-Joseph de Hanoï.
Il sacre à Hanoï Charles de Gorostarzu, nommé vicaire apostolique du Yunnan, comme évêque in partibus d'Aila, le 29 mars 1908.
Il est fait chevalier de la Légion d'honneur en 1927.
Il meurt à Hanoï le 6 février 1935. François Chaize lui succède. Il est inhumé à Ké-So.

## Succession apostolique
Pierre-Marie Gendreau a ordonné les évêques suivants :
- Évêque Jean-Pierre-Alexandre Marcou, M.E.P. (1895)
- Évêque Paul-Marie Ramond, M.E.P. (1895)
- Évêque Charles-Marie-Félix de Gorostarzu, M.E.P. (1908)
- Évêque François Belleville (de), M.E.P. (1911)
- Évêque Louis-Marie-Henri-Joseph Bigolet, M.E.P. (1911)
- Évêque André-Léonce-Joseph Eloy, M.E.P. (1913)
- Évêque François Chaize, M.E.P. (1925)

## Notes et références

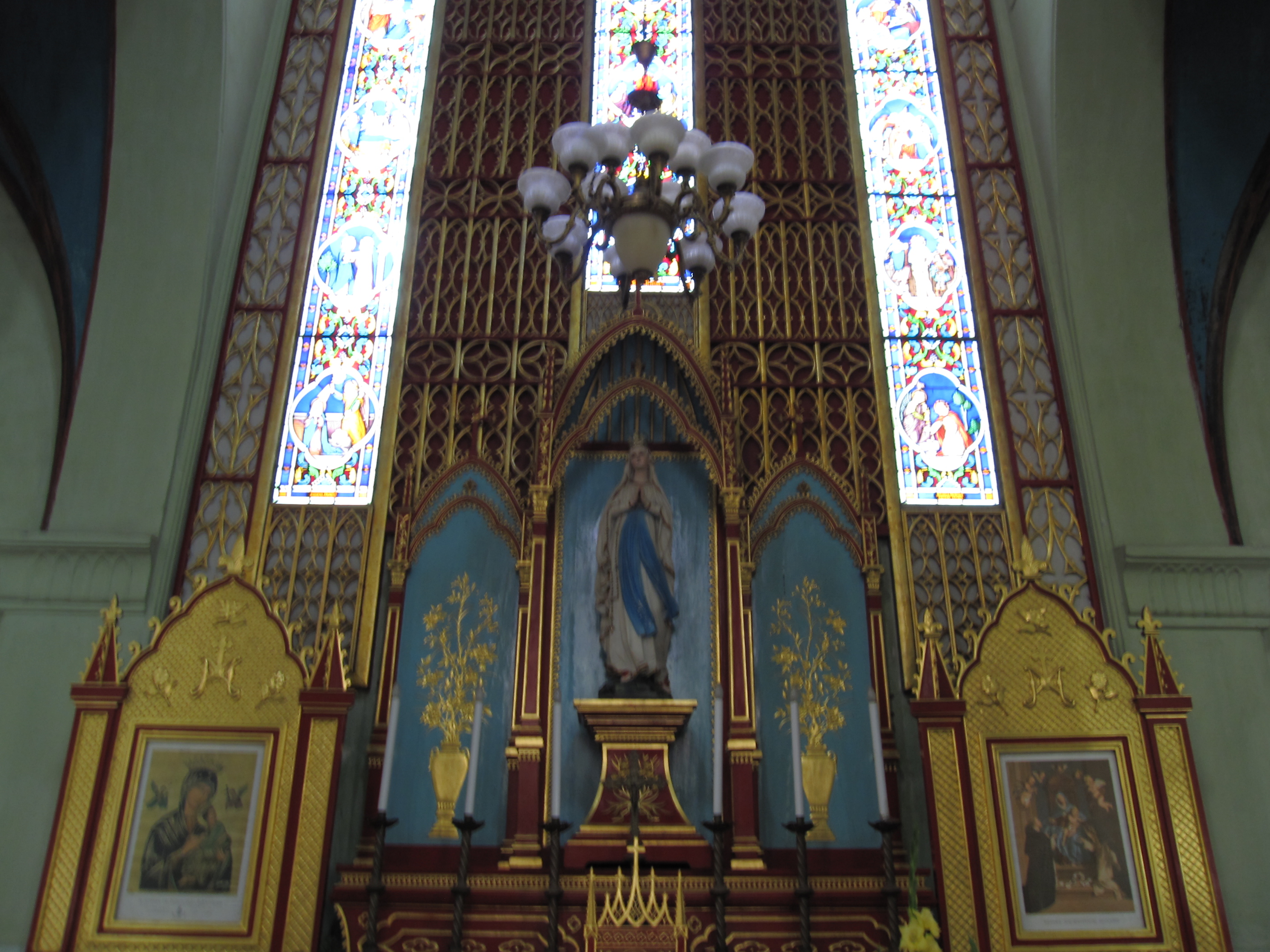
Autel de la Vierge à la cathédrale Saint-Joseph d'Hanoï

## Distinctions
Chevalier de la Légion d'honneur